# 米羅斯拉夫利
50°22′38″N 27°28′51″E / 50.37722°N 27.48083°E
米羅斯拉夫利（烏克蘭語：Мирославль），是烏克蘭北部的村莊，隸屬日托米爾州的茲維亞赫爾區。該村面積24.21平方公里，海拔高度222米，2001年人口506，人口密度每平方公里20.9人。